# Servant of the Mind
Servant of the Mind (englisch Diener des Verstandes) ist das achte Studioalbum der dänischen Metal-Band Volbeat. Es erschien am 3. Dezember 2021 über Vertigo Records.

## Entstehung

### Songwriting
Die für April und Mai 2020 geplante Nordamerika-Tournee mit den Vorgruppen Clutch und The Picturebooks musste wegen der COVID-19-Pandemie abgesagt werden. Laut dem Bassisten Kaspar Boye Larsen nutzte die Band diese Zeit, um neue Lieder zu schreiben, auch weil die Musiker nichts anderes tun könnten. Die unsichere Zukunft stellte für die Band eine große Inspirationsquelle dar. Auch Sänger Michael Poulsen zeigte sich inspiriert und erwähnte, dass die neuen Lieder ein höheres Tempo hätten, härter wären und mehr Riffs enthalten würden. Außerdem würde ihn die Energie der Lieder an die Anfangszeit seiner Band erinnern. Die neuen Lieder erinnern Poulsen an alte Black Sabbath und frühe Metallica und es wären sogar einige Elemente des Death Metals zu hören.
Nach eigener Aussage schrieb Poulsen das komplette Album innerhalb von drei Monaten und nutzte dazu ausschließlich seine E-Gitarre. Nebenbei produzierte Poulsen noch einige Podcasts, in denen er über die Geschichte von Volbeat und deren Vorgängerband Dominus sprach. Die Erinnerungen wären für Poulsen sehr inspirierend gewesen, so dass er „richtig Lust darauf bekam, E-Gitarre zu spielen“ und stellte daher seine Akustikgitarren „an die Seite“. Anstatt wie sonst 20 bis 25 Lieder für ein neues Album zu schreiben, beschränkte sich Poulsen auf die 13 Titel, die auch auf dem Album verwendet wurden.
Die drei in Dänemark lebenden Musiker Michael Poulsen, Kaspar Boye Larsen und Jon Larsen probten zweimal pro Woche, wobei die beiden Letzteren laut Poulsen „aus dem Häuschen gewesen wären“, weil er jedes Mal mit einem neuen Lied ankam. Die Vorgehensweise erinnerte Poulsen an die Anfangstage der Band und alle drei Musiker hätten das Gefühl gehabt, wieder 18 oder 19 Jahre alt zu sein. Die beiden Lieder Wait a Minute My Girl und Dagen Før stammten ursprünglich noch aus den Sessions für das Vorgängeralbum Rewind, Replay, Rebound, wurden aber seinerzeit nicht fertig gestellt. Die drei für das Album Rewind, Replay, Rebound geschriebenen Lieder, die Michael Poulsen als „richtig schnelle Thrash-Metal-Songs“ beschrieb, wurden nicht für Servant of the Mind verwendet.

### Aufnahmen
Die Aufnahmen fanden Ende 2020 in den Hansen Studios in der dänischen Stadt Ribe statt. Kurz zuvor musste sich Sänger Michael Poulsen einer Operation an seinen Stimmbändern unterziehen, nachdem sich dort ein Polyp gebildet hatte. Erneut arbeiteten Volbeat mit dem Produzenten Jacob Hansen zusammen und benötigten zweieinhalb Wochen für die Aufnahmen, die im Dezember 2020 abgeschlossen wurden. Da die Band das Studio für wenige Tage mehr gebucht hatten entschlossen sich die Musiker kurzfristig, noch ein paar Coverversionen aufzunehmen. Anschließend wurde das fertige Material zum in New York City lebenden Gitarristen Rob Caggiano geschickt, der in seinem eigenen Studio noch einige Soli aufnahm. Kurioserweise wusste Caggiano gar nicht, dass die Band ein neues Album aufnahm und war entsprechend überrascht, als seine Bandkollegen ihm ein fast fertiges Studioalbum präsentierten. Als Gastmusiker sind bei dem Lied Wait a Minute My Girl der Saxofonist Doug Corcoran und der Pianist Raynier Jacob Jacildo sowie die Alphabeat-Sängerin Stine Bramsen bei dem Lied Dagen Før zu hören. Neben dem Album nahmen Volbeat eine Coverversion des Metallica-Liedes Don’t Tread on Me für das Tributealbum The Metallica Blacklist auf.

## Veröffentlichung
Obwohl das Album Ende Dezember 2020 bereits fertig gestellt war, verzögerte sich die Veröffentlichung des Albums. Ursprünglich wollte die Band das Album veröffentlichen und direkt danach auf Tournee gehen. Da die Band wegen der andauernden Pandemie keine Konzerte spielen konnte, hätte es laut Michael Poulsen keinen Sinn ergeben, das Album eher zu veröffentlichen. Stattdessen wartete die Band, „bis sich die Welt wieder ein bisschen öffnete“. Am 2. Juni 2021 veröffentlichten Volbeat mit Wait a Minute My Girl und Dagen Før zwei neue Singles. Bei letzterem Lied ist die Alphabeat-Sängerin Stine Bramsen als Gast zu hören. Michael Poulsen sagte über die beiden Lieder, dass sie nicht repräsentativ für das neue Album seien. Eher sollten die beiden Titel den Fans „etwas Neues und Aufmunterndes geben“.
Am 23. September 2021 wurde das Lied Shotgun Blues veröffentlicht und das neue Studioalbum angekündigt. Am 28. Oktober 2021 wurde das Lied Becoming, und am 11. November 2021 das Musikvideo für das Lied Shotgun Blues veröffentlicht. Neben den 13 Titeln des Albums wurden als Bonustitel für die verschiedenen Versionen zwei Coverversionen aufgenommen. Zum einen das Lied Return to None von Wolfbrigade, zum anderen das Lied Domino von Roy Orbison, wobei sich Volbeat mehr an der Coverversion von The Cramps orientierten. Darüber hinaus wurde das Lied Shotgun Blues mit dem Sänger der Band Jungle Rot Dave Matrise aufgenommen sowie eine von Michael Poulsen gesungene Version von Dagen Før.

## Hintergrund
Gegenüber dem deutschen Magazin Metal Hammer erklärte Michael Poulsen, dass der Albumtitel Servant of the Mind in gewisser Weise seine Sicht auf die Menschheit ausdrückt. Jeder Mensch wäre ein Diener seiner eigenen Denkweise. Der menschliche Geist könne „einen an ziemlich finstere Orte, die man eigentlich lieber nicht aufsuchen sollte, was furchteinflößend sein kann. Genauso kann der menschliche Geist einen in wunderschöne Welten führen, wo man das Leben und seine positiven Seiten zu lieben und schätzen weiß“. Das Album würde diese beiden Zustände repräsentieren. Poulsen selbst bezeichnet sich nicht als religiösen, sondern als spirituellen Menschen.
Das Albumcover zeigt einen Mann, der sein Gesicht vom Kopf abnimmt, um auf sein Gehirn oder in seinen Verstand zu blicken, um zu sehen, was da vor sich geht. Die Person nimmt sein Schicksal in die eigenen Hände, anstatt sich von anderen lenken zu lassen. Laut Michael Poulsen müsse jeder Mensch hin und wieder innehalten, nachdenken und untersuchen, was man eigentlich macht und ob man dies nicht ein bisschen besser hinkriegen könne. Alle Menschen würden davon profitieren, „wenn wir lernen, unser Gehirn auf eine positivere Art und Weise einsetzen“. Der Mann auf dem Foto ist ein enger Freund von Michael Poulsen.
Wait a Minute My Girl handelt von einer Sommerromanze, bei der der Mann das Gefühl hat, das diese zu Ende geht. Anstatt getrennten Wege zu gehen, fleht der Mann die Frau an, bei ihm zu bleiben. Außerdem soll das Lied das laut Michael Poulsen das „Gefühl und die Stimmung“ des nahenden Sommers widerspiegeln. The Sacred Stones erzählt die Geschichte einer Person, die „sich der dunklen Seite verpflichtet hat und zu dunklen Mächten und gefallenen Engeln spricht“. Das Lied Shotgun Blues befasst sich mit geisterhaften Erlebnissen, die Michael Poulsen bei seinem letzten Umzug erlebte. Beim letzten Mal wären laut Poulsen „einige verrückte Dinge passiert“.
The Devil Rages On befasst sich mit der Idee, dass der Teufel eine menschliche Gestalt annimmt. Das Lied Becoming ist laut Michael Poulsen ein Tribut an den im März 2021 an Krebs verstorbenen Entombed-/Entombed A.D.-Sänger Lars-Göran Petrov. Petrov sang auf Volbeats Livealbum Live from Beyond Hell / Above Heaven das Lied Evelyn. Von den ersten Hexenverbrennungen in Schweden, die im Jahre 1471 stattgefunden haben, handelt Lasse’s Birgitta. Michael Poulsen sieht in der Gegenwart einige Parallelen zwischen der Hexenverfolgung im Mittelalter und dem Verhalten der heutigen Gesellschaft.

## Rezensionen
Matthias Weckmann vom deutschen Magazin Metal Hammer schrieb, dass das neue Album dem Hörer „von der ersten Sekunde an das Rock’n’Roll-Adrenalin in die Adern pumpt“ und durch „scharfe Riffs und dicken Ohrwürmern bestechen würde“. Volbeat würden „wieder voll im Saft stehen“ und lassen auf Servant of the Mind „die kompositorischen wie klanglichen Muskeln spielen“. Weckmann bewertete das Album mit sechs von sieben Punkten. Ronny Bittner vom deutschen Magazin Rock Hard merkte an, dass die Band „endlich wieder harte Gitarren sprechen lässt“. Das achte Album hätte das Potential, „Alt-Fans wieder mit Volbeat zu versöhnen“ und „enthält wesentlich weniger Ausfälle als die drei letzten Platten“. Bittner vergab 7,5 von zehn Punkten. Kritischer äußerte sich Dominik Rothe vom deutschen Magazin Visions. Er kritisierte, dass die Band, „selbst wenn sie passable Ideen auffährt“, diese „spätestens zum Refrain in unerträglichen Pop-Kitsch verpuffen lässt“. Volbeat „bedienen sich bei Genreversatzstücken, ohne sie zu einem homogenen Ganzen zusammenzufügen“, wofür Rothe drei von zwölf Punkten vergab. Oliver Lippert hält die Band im Jahre 2021 für „deutlich besser“ und schreibt dem Album mit „viele Momente, die ich gut finde“ eine positive Tendenz zu, die sich in 7 von 10 Punkten widerspiegelt. Der Redakteur David Hune vom SLAM alternative music magazine beschrieb den Output als „typisches Volbeat-Album mit all seinen Facetten“, wobei insbesondere die härteren Songs besonders gut zur Geltung kämen.

## Kommerzieller Erfolg

### Chartplatzierungen
Servant of the Mind erreichte am 10. Dezember 2021 Nummer eins der deutschen Albumcharts und wurde damit zum vierten Nummer-eins-Album für die Band. Darüber hinaus erreichte das Album Platz eins in Dänemark und Österreich und Platz zwei in der Schweiz.
| ChartsChartplatzierungen       | Höchstplatzierung | Wochen |
| ------------------------------ | ----------------- | ------ |
| Dänemark (IFPI/Nielsen)        | 1 (3 Wo.)         | 3      |
| Deutschland (GfK)              | 1 (38 Wo.)        | 38     |
| Österreich (Ö3)                | 1 (40 Wo.)        | 40     |
| Schweiz (IFPI)                 | 2 (15 Wo.)        | 15     |
| Vereinigte Staaten (Billboard) | 91 (1 Wo.)        | 1      |
| Vereinigtes Königreich (OCC)   | 31 (1 Wo.)        | 1      |

| ChartsJahrescharts (2021) | Platzierung |
| ------------------------- | ----------- |
| Deutschland (GfK)         | 24          |
| Österreich (Ö3)           | 34          |
| Schweiz (IFPI)            | 64          |

| ChartsJahrescharts (2022) | Platzierung |
| ------------------------- | ----------- |
| Deutschland (GfK)         | 23          |
| Österreich (Ö3)           | 41          |

### Auszeichnungen für Musikverkäufe
| Land/Region       | Auszeichnungen für Musikverkäufe (Land/Region, Auszeichnung, Verkäufe) | Verkäufe |
| ----------------- | ---------------------------------------------------------------------- | -------- |
| Dänemark (IFPI)   | Gold                                                                   | 10.000   |
| Österreich (IFPI) | Gold                                                                   | 15.000   |
| Insgesamt         | 2× Gold ·                                                              | 25.000   |